# كوتة مهر (بناجوي الغربي)
کوتة مهر (بالفارسية: کوته‌مهر) هي مستوطنة تقع في إيران في قسم بناجوي الغربي الريفي. يقدر عدد سكانها بـ 338 نسمة .